# Christoph 80
Christoph 80 ist der Funkrufname eines Rettungshubschraubers der DRF Luftrettung, der seit 2011 zur Luftrettung in Weiden in der Oberpfalz und Umgebung eingesetzt wird.

## Station, Einsatz und Besetzung
Der Hubschrauber der DRF Luftrettung ist am Verkehrslandeplatz Weiden/Opf. nahe Weiden stationiert. Er ist täglich von Sonnenaufgang, frühestens 7 Uhr, bis Sonnenuntergang, in Einsatzbereitschaft.
Christoph 80 wird von der Integrierten Leitstelle Nordoberpfalz zu Rettungseinsätzen mit Notarztindikation alarmiert, wenn ein Notarzteinsatzfahrzeug nicht rechtzeitig zur Verfügung steht oder die Art der Verletzung den Transport eines Patienten mittels Hubschrauber erforderlich macht. In manchen Regionen des Einsatzgebietes ist der Hubschrauber immer schneller als ein bodengebundener Notarzt.
Bei seinen Einsätzen ist Christoph 80 mit einem Piloten der DRF Luftrettung, einem Notarzt aus dem Klinikum Weiden oder dem Klinikum St. Marien Amberg und einem Notfallsanitäter vom Zweckverband für Rettungsdienst und Feuerwehralarmierung Nordoberpfalz besetzt. Die Notfallsanitäter gehören zur Hubschrauberbesatzung (HEMS Crew Member), unterstützen den Piloten im Bereich der Kommunikation und Navigation, während der Notarzt juristisch gesehen ein Passagier ist.

## Hubschraubertyp
Die DRF Luftrettung setzt am Standort Weiden seit Februar 2024 einen Hubschrauber vom Typ Airbus Helicopters H145 D-3 ein.

## Einsätze & Einsatzgebiet
Christoph 80 erreicht alle Einsatzorte innerhalb von 70 km in bis zu 20 Minuten. Das Einsatzgebiet reicht im Süden bis nach Regensburg, im Norden nach Hof (Saale), im Westen bis nach Nürnberg und im Osten bis nach Stod in Tschechien. Somit wird der Hubschrauber in den Leitstellenbereichen ILS Amberg, ILS Bayreuth und ILS HochFranken eingesetzt.
Obwohl 20 % des potentiellen Einsatzgebietes in Tschechien liegen, fliegt Christoph 80 dort noch keine Einsätze. Es wird derzeit geprüft, ob der Hubschrauber auch dort eingesetzt werden kann.

## Einsatzstatistik
| Jahr     | 2011  | 2012  | 2013  | 2014  | 2015  | 2016  | 2017  | 2018  | 2019  | 2020  | 2021  | 2022  | 2023  |
| Einsätze | 794 * | 1.031 | 1.279 | 1.327 | 1.394 | 1.375 | 1.207 | 1.240 | 1.240 | 1.048 | 1.151 | 1.308 | 1.219 |

* Ab 1. April 2011